# Konung Gustaf V in memoriam
Konung Gustaf V in memoriam är en svensk svartvit kortfilm från 1950 i regi av Nils Jerring. Filmen gjordes med anledning av Gustaf V:s död den 29 oktober 1950.

### Fotnoter
1. ↑  ”Konung Gustaf V in memoriam”. Svensk Filmdatabas. http://sfi.se/sv/svensk-filmdatabas/Item/?type=MOVIE&itemid=4307&ref=%2ftemplates%2fSwedishFilmSearchResult.aspx%3fid%3d1225%26epslanguage%3dsv%26searchword%3dKonung+Gustaf+V+in+memoriam%26type%3dMovieTitle%26match%3dBegin%26page%3d1%26prom%3dFalse. Läst 8 april 2013.